# رئیس بزرگ سرخپوستان
رئیس بزرگ سرخپوستان (انگلیسی: Heap Big Chief) یک فیلم کمدی صامت کوتاه به کارگردانی آلفرد جی. گلدینگ است که در سال ۱۹۱۹ منتشر شد.

## بازیگران
- هارولد لوید
- اسناب پالرد
- ببه دنیلز
- سمی بروکس
- لایج کانلی
- والاس هاو
- باد جیمیسون
- لو هاروی
- ماری موسکینی
- دی لمپتون
- فرد سی. نیومیر
- جیمز پروت
- نوآ یانگ
- ارل موهان